# Anatomie publique
Pour les articles homonymes, voir Anatomie.

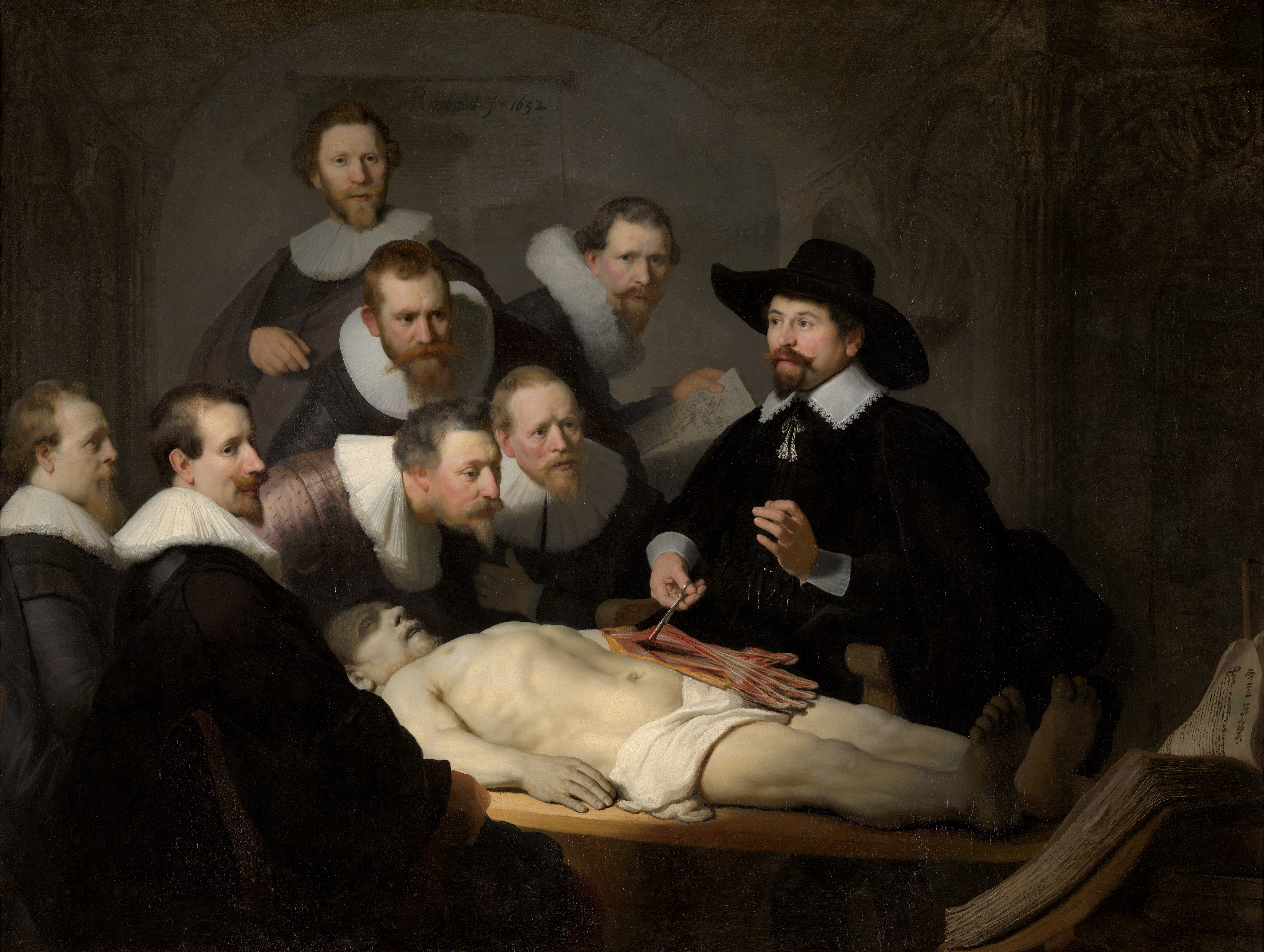
La Leçon d'anatomie du docteur Tulp, par Rembrandt.

Une anatomie publique, ou simplement anatomie, est un événement social durant lequel un spécialiste présente à un public le savoir scientifique en vigueur en ce qui concerne l'anatomie, en particulier l'anatomie humaine. Aujourd'hui disparu, il était commun en Occident durant les Temps modernes et au début de l'Époque contemporaine, et s'apparentait alors à une leçon relativement festive.
D'abord organisés dans des espaces privés pour des médecins et étudiants en médecine, les anatomies publiques devinrent en effet de véritables rituels inscrits au calendrier des réjouissances offertes par la ville à la faveur de l'apparition des premiers théâtres anatomiques temporaires en même temps que le XVIe siècle. Quand ces structures dotées d'une grande capacité se pérennisèrent et se diffusèrent partout en Europe de l'Ouest par la suite, leur consommation sociale augmenta en parallèle et elles devinrent des divertissements mondains où convergeaient tous les milieux sociaux.
Pour le public venu au spectacle, leur attrait principal était la dissection des corps morts, en particulier l'anthropotomie pratiquée sur les cadavres humains. Comme cette opération était généralement centrale, ne serait-ce que parce que la table de dissection était installée au milieu de l'espace du théâtre, en fait un théâtre anatomique, on parle souvent de « dissection publique » pour désigner les anatomies.